# 老顺口酒
老顺口酒是遼寧瀋陽出产的一系列白酒，为新兴的地方酒种，但其历史渊源却可上溯至一百五十多年前：和绝大多数酒厂所产之白酒不同，老顺口酒乃一家1990年代创立的餐饮连锁店所产。为在激烈竞争中生存，店家发掘了道光初年问世，但后来因故遗散民间的白酒配方、工艺，经改良恢复后成立酒坊产销，推出后果在当地颇受欢迎，遂以店名命名之。老顺口酒乃以红高粱为主料，与酒糟、稻壳等辅料混合后粉碎；进行蒸馏糊化后冷却；再拌入酒曲以糖化固态发酵；经入窖陈贮等入选市级非物质文化遗产 的传统工艺酿成的清香型白酒；后又分别于泸州、古蔺设厂生产酱香型白酒和浓香型白酒。